# Adaševci
Adaševci es un pueblo ubicado en la municipalidad de Šid, en el distrito de Sirmia, Serbia.

## Superficie
Posee una superficie de 53,67 kilómetros cuadrados.

## Demografía
Hasta 2011 la población era de 1919 habitantes, con una densidad de población de 35,76 habitantes por kilómetro cuadrado.